# An Innocent Man
An Innocent Man é o nono álbum de estúdio do cantor e compositor estadunidense de pop rock Billy Joel, lançado em 1983. O conceito do álbum é uma homenagem à música popular americana da adolescência de Joel, com Joel prestando homenagem a um número de diferentes estilos musicais americanos populares do final dos anos 1950 e início dos anos 1960, mais notavelmente doo-wop e soul music. O álbum arte da capa foi tirada nos degraus da frente de 142 Mercer Street, ao norte do cruzamento da Mercer e Prince Street no bairro de SoHo, em Nova York.

## Desempenho nas tabelas musicais
O álbum contou com três singles no Billboard Top 10: "Tell Her About It" (No. 1), "Uptown Girl" (No. 3) e "An Innocent Man" (No. 10). Quatro outros singles foram lançados do álbum: "The Longest Time" (No. 14), "Leave a Tender Moment Alone" (No. 27), "Keeping the Faith" (No. 18) e "This Night" (Lado B de  "Leave a Tender Moment Alone" nos Estados Unidos). "Tell Her About It" e  "Uptown Girl"  foram sucesso internacional - "Uptown Girl" chegou ao número 1 no Reino Unido, Austrália e Nova Zelândia. An Innocent Man permaneceu na parada U.S. Pop durante 111 semanas, tornando-se o álbum de maior sucesso de Joel depois de The Stranger. Por mais de um ano, o álbum permaneceu nas paradas no Reino Unido, Japão e Austrália.

## Prêmios e nomeações
Como seus três esforços anteriores, An Innocent Man de Joel recebeu uma nomeação para o Grammy de Álbum do Ano, embora o prêmio tenha ido para Thriller, de Michael Jackson. O álbum também foi nomeado para um Grammy de Melhor Performance Vocal Pop Masculino para "Uptown Girl", mas novamente foi batido por Thriller.

## Produção e musicalidade
Em uma entrevista sobre o making of do álbum, Joel fala sobre o fato de que no momento em que ele estava gravando An Innocent Man de Joel, ele havia se divorciado de sua primeira esposa, Elizabeth Weber, e esteve solteiro, pela primeira vez desde que alcançou o status de estrela do rock. Então, ele teve a oportunidade de se envolver com as supermodelos Elle Macpherson e Christie Brinkley, e por estas experiências, ele disse: "Eu me senti como um adolescente de novo." E então ele começou a escrever canções no mesmo estilo de canções pop que se lembrava de sua adolescência, citando a música pop do final dos anos 1950 e início dos anos 1960, incluindo "As primeira canções R&B de grupos como The Four Seasons, e a soul music da gravadora Motown".
Joel explicou: "Quando você vai escrever [cançõespara um novo álbum], você escreve o que você está sentindo. E eu não luta contra isso. O material estava vindo tão facilmente e tão rapidamente, e eu estava me divertindo fazendo isso. Eu estava revivendo a minha juventude. ... Eu acho que dentro de 6 semanas eu tinha escrito a maior parte do material no álbum ". Joel também disse que ele ficou agradavelmente surpresos com com seu sucesso nos anos 1980 com canções retro como a maior parte de canções doo wop a cappella como "The Longest Time".

## Faixas
Todas as canções de Billy Joel, exceto para o refrão de "This Night", que é creditado a Ludwig van Beethoven.
| N.º | Título | Duração |  |
| 1.  | "Easy Money" (Homenagem a James Brown e Wilson Pickett)                                                            | 4:04    |  |
| 2.  | "An Innocent Man" (Homenagem a Ben E. King e The Drifters)                                                         | 5:17    |  |
| 3.  | "The Longest Time" (Homenagem a grupos de doo-wop como The Tymes)                                                  | 3:42    |  |
| 4.  | "This Night" (Homenagem a Little Anthony and the Imperials; também para a Sonata Patética de Ludwig van Beethoven) | 4:19    |  |
| 5.  | "Tell Her About It" (Homemagem a grupos da Motown como The Supremes e The Temptations)                             | 3:52    |  |
| 6.  | "Uptown Girl" (Homenagem a Frankie Valli e The Four Seasons)                                                       | 3:17    |  |
| 7.  | "Careless Talk" (Homenagem a Sam Cooke)                                                                            | 3:48    |  |
| 8.  | "Christie Lee" (Homenagem a Little Richard e Jerry Lee Lewis)                                                      | 3:31    |  |
| 9.  | "Leave a Tender Moment Alone" (Homenagem a Smokey Robinson)                                                        | 3:56    |  |
| 10. | "Keeping the Faith" (Homenagem a Pré-Invasão Britânica)                                                            | 4:41    |  |